# Власов, Анатолий Васильевич
Анатолий Васильевич Власов (19 апреля 1952, Анапа, Краснодарский край) — советский футболист, полузащитник и нападающий, советский и российский футбольный тренер.

## Биография
Воспитанник юношеской команды «Химмаш» (Первомайский). На взрослом уровне в начале карьеры выступал в составах клубов «Торпедо» (Рамонь) и «Буран» (Воронеж) в соревнованиях коллективов физкультуры. В составе «Бурана» неоднократно становился чемпионом и обладателем Кубка Воронежской области.
В 1979 году, в 27-летнем возрасте, перешёл в команду мастеров — воронежский «Факел», выступавший в первой лиге. Дебютный матч за команду сыграл 8 августа 1979 года против днепропетровского «Днепра», вышел на замену на 60-й минуте вместо Александра Васина. В составе «Факела» провёл пять с половиной сезонов, сыграл 100 матчей в первой лиге и забил один гол (8 августа 1982 года в ворота смоленской «Искры»), а также 9 матчей и два гола в Кубке СССР. В 1984 году стал победителем турнира первой лиги (сыграл в сезоне 30 матчей) и полуфиналистом Кубка СССР, в полуфинальном матче против ленинградского «Зенита» вышел на замену на 70-й минуте вместо Вячеслава Мурашкинцева.
В 1985 году играл во второй лиге за «Салют» (Белгород), на следующий год вернулся в Воронеж и выступал в соревнованиях КФК за «Буран».
В «Буране» в 1987 году стал играющим тренером, оставался в штабе команды до 1991 года. В 1992—1995 годах тренировал любительский клуб «Престиж» («Рудгормаш») из Воронежа. В 1996 году вошёл в тренерский штаб лискинского «Локомотива», а во втором половине сезона 1999 года работал главным тренером клуба.
Окончил Воронежский инженерно-строительный институт, Воронежский филиал Московского государственного института физической культуры. Работал также детским тренером.